# BBL-Pokal 2013
Der Beko BBL-Pokal 2013 war die 4. Austragung des Pokalwettbewerbs im deutschen Vereinsbasketball der Herren als Ligapokal der ersten Basketball-Bundesliga. Die Organisation dieses Wettbewerbs untersteht dem Ligaverband der Basketball-Bundesliga und ermittelt den deutschen Pokalsieger im Vereinsbasketball der Herren.

## Modus
Für die Qualifikation zu diesem Wettbewerb waren die Ergebnisse in der Hinrunde  der Basketball-Bundesliga 2012/13 entscheidend. Als Neuerung wurde eingeführt, dass die Bundesliga-Hinrundenspiele des Final-Four-Gastgebers nicht für Qualifikation zählen sollten, weshalb eine eigene Pokaltabelle eingeführt wurde, in der diese Spiele keine Berücksichtigung fanden. Neben dem automatisch qualifizierten Gastgeber waren die zusätzlich sechs bestplatzierten Mannschaften dieser Pokaltabelle qualifiziert. Die Paarungen wurden per Losverfahren bestimmt, welches auch über das Heimrecht in der Qualifikationsrunde entschied. Der Sieger beziehungsweise das Weiterkommen im Wettbewerb wurde im K.-o.-System innerhalb eines regulären Basketballspiels ermittelt.
Der Sieger des Wettbewerbs war automatisch qualifiziert für den BEKO BBL Champions Cup zu Beginn der Basketball-Bundesliga 2013/14.

## Austragung
Während Gastgeber ALBA Berlin, Titelverteidiger und Double-Gewinner des Vorjahres brose baskets und die EWE Baskets Oldenburg bisher an allen drei Austragungen teilgenommen hatten, konnten sich neben ratiopharm ulm und den Artland Dragons der FC Bayern München und der TBB Trier erstmals für diesen Wettbewerb qualifizieren. In der Qualifikationsrunde für das Top Four-Wochenende vom 23. bis 24. März 2013 in der O2 World Berlin verlor Titelverteidiger brose baskets zuhause gegen Bayern München, weshalb es in diesem Wettbewerb erstmals einen neuen Titelgewinner geben wird.
| Viertelfinale | Viertelfinale         | Viertelfinale |    |                 | Halbfinale     | Halbfinale | Halbfinale      |                  |                  | Finale           | Finale | Finale |
|               |                       |               |    |                 |                |            |                 |                  |                  |                  |        |        |
| H             | Gastgeber             |               |    |                 |                |            |                 |                  |                  |                  |        |        |
| 3*            | Alba Berlin           |               |    |                 |                |            |                 |                  |                  |                  |        |        |
|               |                       |               | 3* | ALBA Berlin     | 92             |            |                 |                  |                  |                  |        |        |
|               |                       |               |    | 3               | Bayern München | 83         |                 |                  |                  |                  |        |        |
| 1             | Brose Baskets         | 69            |    |                 |                |            |                 |                  |                  |                  |        |        |
| 3             | Bayern München        | 77            |    |                 |                |            | Endspiel        | Endspiel         | Endspiel         |                  |        |        |
|               |                       |               | 3* | ALBA Berlin     | 85             |            |                 |                  |                  |                  |        |        |
|               |                       |               |    | 4               | ratiopharm ulm | 67         |                 |                  |                  |                  |        |        |
| 5             | Artland Dragons       | 78            |    |                 |                |            |                 |                  |                  |                  |        |        |
| 2             | EWE Baskets Oldenburg | 77            |    |                 |                |            |                 |                  |                  |                  |        |        |
|               |                       |               | 5  | Artland Dragons | 77             |            |                 |                  |                  |                  |        |        |
|               |                       |               |    | 4               | ratiopharm ulm | 86         |                 | Spiel um Platz 3 | Spiel um Platz 3 | Spiel um Platz 3 |        |        |
| 4             | ratiopharm ulm        | 99            |    |                 |                | 5          | Artland Dragons | 76               |                  |                  |        |        |
| 6             | TBB Trier             | 70            |    |                 |                |            | 3               | Bayern München   | 88               |                  |        |        |
|               |                       |               |    |                 |                |            |                 |                  |                  |                  |        |        |

* Platzierung nach der Hinrundentabelle der Basketball-Bundesliga. Bei anderen Mannschaften ist jeweils die Platzierung der Pokaltabelle angegeben.

## Siegermannschaft
| Spieler | Spieler                 | Spieler            | Spieler    | Spieler | Spieler | Spieler                          |
| Nr.     | Nat.                    | Name               | Geburt     | Größe   | Info    | Letzter Verein                   |
| ------- | ----------------------- | ------------------ | ---------- | ------- | ------- | -------------------------------- |
|         |                         | Guards (PG, SG)    |            |         |         |                                  |
| 8       | Deutschland             | Heiko Schaffartzik | 03.01.1984 | 1,83 m  | A-Nat.  | Türk Telekom Ankara              |
| 23      | Vereinigte Staaten      | DaShaun Wood       | 29.09.1985 | 1,85 m  |         | Fraport Skyliners Frankfurt      |
| 14      | Bosnien und Herzegowina | Nihad Đedović      | 12.01.1990 | 1,96 m  |         | Galatasaray Medical Park (TUR)   |
| 25      | Vereinigte Staaten      | Je’Kel Foster      | 22.07.1983 | 1,91 m  |         | Spirou BC Charleroi (BEL)        |
|         |                         | Forwards (SF, PF)  |            |         |         |                                  |
| 6       | Deutschland             | Sven Schultze      | 11.08.1978 | 2,06 m  | (C)     | Carife Ferrara (ITA)             |
| 9       | Vereinigte Staaten      | Deon Thompson      | 16.09.1988 | 2,04 m  |         | Olimpija Ljubljana (SLO)         |
| 11      | Vereinigte Staaten      | Derrick Byars      | 25.04.1984 | 2,01 m  |         | San Antonio Spurs (USA)          |
| 44      | Vereinigte Staaten      | Zach Morley        | 25.04.1983 | 2,03 m  |         | BK Budiwelnik Kiew (UKR)         |
|         |                         | Center (C)         |            |         |         |                                  |
| 24      | Frankreich              | Ali Traoré         | 28.02.1985 | 2,08 m  | A-Nat.  | Lokomotive Kuban Krasnodar (RUS) |
| 34      | Deutschland             | Yassin Idbihi      | 24.07.1983 | 2,08 m  | A-Nat.  | Phantoms Braunschweig            |

| Trainer     | Trainer        | Trainer    |
| Nat.        | Name           | Position   |
| ----------- | -------------- | ---------- |
| Serbien     | Saša Obradović | Head-Coach |
| Deutschland | Mauricio Parra | Co-Trainer |

| Legende          | Legende            |
| Abk.             | Bedeutung          |
| ---------------- | ------------------ |
| A-Nat.           | Nationalspieler    |
| (C)              | Mannschaftskapitän |
| Quellen          |                    |
| Ligahomepage     |                    |
| Stand: März 2013 |                    |

| Legende          | Legende            |
| Abk.             | Bedeutung          |
| ---------------- | ------------------ |
| A-Nat.           | Nationalspieler    |
| (C)              | Mannschaftskapitän |
| Quellen          |                    |
| Ligahomepage     |                    |
| Stand: März 2013 |                    |

Nicht eingesetzt, aber Mitglieder des Kaders waren Sebastian Fülle, Steven Monse und Joey Ney sowie Albert Miralles und die verletzten Vule Avdalović und Nathan Peavy.